# Klasztor augustianów we Vrchlabí

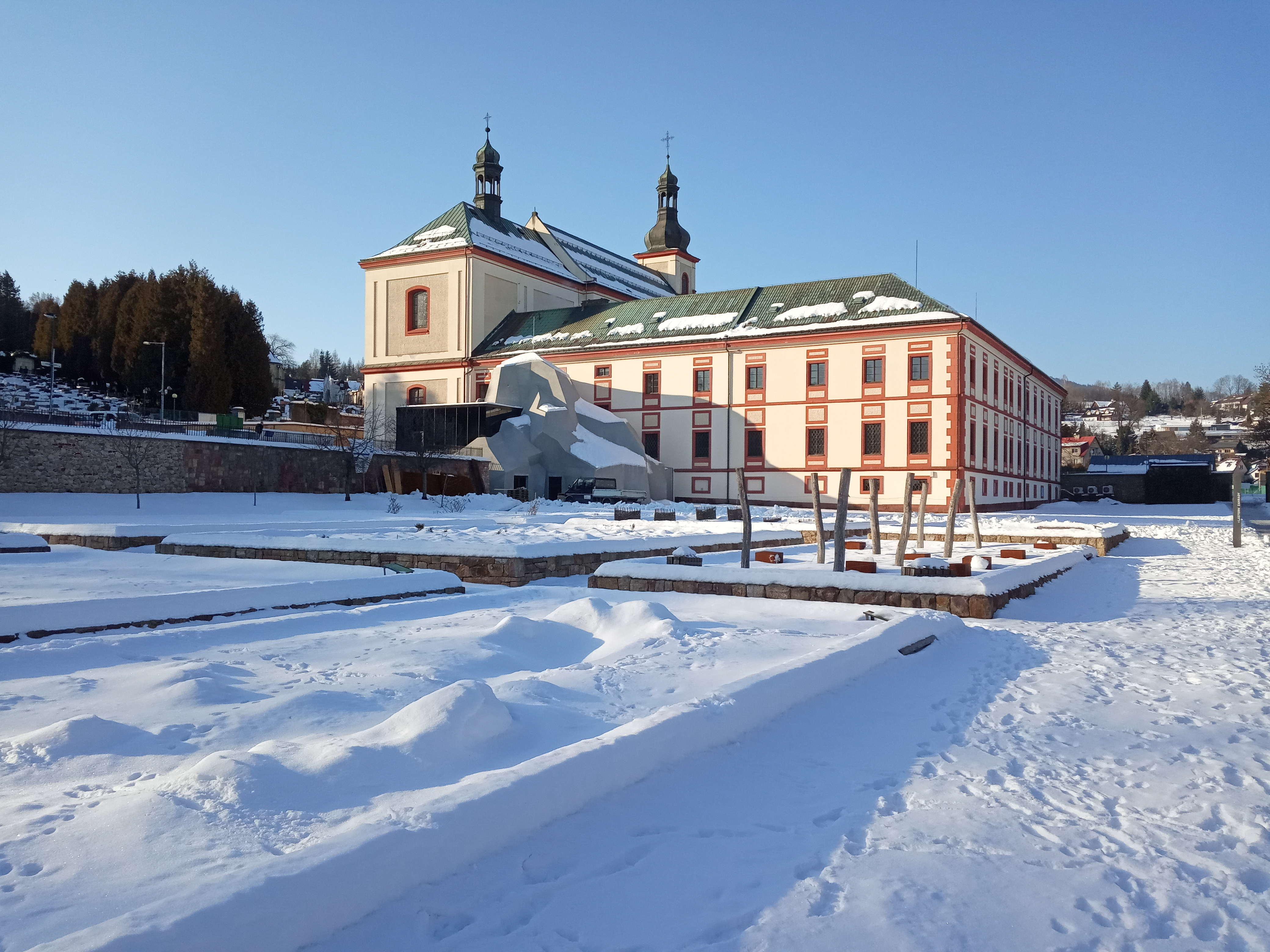
Klasztor z ogrodem zimą

Klasztor augustianów we Vrchlabí (cz. Augustiniánský klášter Vrchlabí) – barokowy kompleks klasztorny we Vrchlabí w Czechach należący do 1950 roku do zakonu augustianów, od 1941 Muzeum Karkonoskie (Krkonošské muzeum) należące do Karkonoskiego Parku Narodowego.

## Historia
Inicjatorem założenia klasztoru był w 1705 roku hrabia Maxmilian Morzin. Po jego śmierci budowę kontynuował jego brat Václav. Pierwsi zakonnicy przybyli do Vrchlabí w 1714 roku - byli to czterej księża i jeden brat. Budynki klasztorne, składające się z trzech skrzydeł, powstały do roku 1712 w stylu barokowym z elementami klasycystycznymi, architektem był Austriak Mathias Auer. 
Czwarte skrzydło zabudowań to jednonawowy kościół klasztorny, wybudowany w 1725 roku, ale wyświęcony dopiero we wrześniu 1733 roku przez biskupa Hradca Králové Moritza Adolfa Karla von Sachsen-Zeitz-Neustadt (choć według niektórych źródeł wyświęcenia nastąpiło w roku ukończenia budowy). W środku znalazło się siedem ołtarzy, z lat 1725-1735. Na głównym ołtarzu, wysokim na 19 metrów, znajduje się obraz św. Augustyna, głównego patrona zakonu augustianów, któremu kościół jest poświęcony. Autorem obrazu był Franz Dalliger z Pragi. Po prawej stronie umieszczono ołtarz św. Krzyża, prawdopodobnie autorstwa Jana Františka Pacáka, pomocnika i ucznia Bernarda Brauna. Malowidła na stropie są dziełem braci Tauchmann. Organy z 1895 roku zostały skonstruowane przez firmę Rieger z Krnova. Wewnątrz kościoła pochowano założyciela zakonu i jego rodzinę, hrabiów Morzin. Nad kościołem, wyższym niż skrzydła zakonne, umieszczono portal z herbem patronów oraz rzeźbę św. Augustyna.
Później do zespołu klasztornego dobudowano drewniany korytarz, łącząca klasztor z miastem. W 1760 roku do kompleksu dołączono również aptekę. W 1895 roku klasztor i kościół spłonęły pożaru, ale zostały odbudowane w 1904 roku.
Augustianie przetrwali kasacje licznych zakonów w państwie Habsburgów przeprowadzone przez cesarza Józefa II i przebywali w klasztorze aż do 1950, kiedy to ich działalność zakończyły władze komunistyczne, które umieściły tam następnie placówkę Muzeum Karkonoskiego. Muzeum, powstałe w 1883 roku jako Riesengebirgsmuseum, zajmowało część pomieszczeń zakonnych już od 1941 roku. Augustianie odzyskali budynki klasztorne na początku XXI wieku, ale odsprzedali je Karkonoskiemu Parkowi Narodowemu.